# Carlos Guevara
Carlos Guevara (Puebla, 3 de abril de 1930) é um ex-futebolista mexicano que atuava como meia.

## Carreira
Carlos Guevara fez parte do elenco da Seleção Mexicana de Futebol, na Copa de 1950.